# Polinomi característic
En àlgebra lineal, el polinomi característic d'una matriu quadrada és un polinomi que és invariant sota la semblança de la matriu i té els valors propis com a arrels. Té el determinant i la traça de la matriu entre els seus coeficients.
El polinomi característic d'un endomorfisme d'un espai vectorial de dimensions finites és el polinomi característic de la matriu d'aquest endomorfisme sobre qualsevol base (és a dir, el polinomi característic no depèn de l'elecció d'una base). L'equació característica, també coneguda com a equació determinant, és l'equació que s'obté en equiparar el polinomi característic a zero.
En la teoria espectral de grafs, el polinomi característic d'un graf és el polinomi característic de la seva matriu d'adjacència.

## Motivació
En àlgebra lineal, els valors propis i els vectors propis tenen un paper fonamental, ja que, donada una transformació lineal, un vector propi és un vector la direcció del qual no es modifica per la transformació, i el valor propi corresponent és la mesura del canvi de magnitud resultant del vector.
Més precisament, si la transformació es representa amb una matriu quadrada {\displaystyle A}, un vector propi {\displaystyle \mathbf {v} }, i el valor propi corresponent {\displaystyle \lambda }, ha de satisfer l'equació:
{\displaystyle A\mathbf {v} =\lambda \mathbf {v} ,}
o, de manera equivalent,
{\displaystyle (\lambda I-A)\mathbf {v} =0}
on {\displaystyle I} és la matriu identitat, i {\displaystyle \mathbf {v} \neq \mathbf {0} } (tot i que el vector zero compleix aquesta equació per a cada {\displaystyle \lambda }, no es considera un vector propi).
Es dedueix que la matriu {\displaystyle (\lambda I-A)} ha de ser singular i el seu determinant{\displaystyle \det(\lambda I-A)=0}
ha de ser zero.
En altres paraules, els valors propis d' A són les arrels de 
{\displaystyle \det(xI-A),}
que és un polinomi mònic en x de grau n si A és una matriu n×n. Aquest polinomi és el polinomi característic d' A.

## Definició formal
Considerem una matriu {\displaystyle A} de {\displaystyle n\times n}. El polinomi característic d'{\displaystyle A}, denotat per {\displaystyle p_{A}(t)}, és el polinomi definit per:{\displaystyle p_{A}(t)=\det(tI-A)}
on {\displaystyle I} denota la matriu identitat {\displaystyle n\times n}.
Alguns autors defineixen el polinomi característic per ser {\displaystyle \det(A-tI).} Aquest polinomi difereix del definit aquí per un signe {\displaystyle (-1)^{n},} per tant, no fa cap diferència per a propietats com tenir com a arrels els valors propis d'{\displaystyle A}; tanmateix, la definició anterior sempre dona un polinomi mònic, mentre que la definició alternativa és mònic només quan {\displaystyle n} és parell.

## Exemples
Per a calcular el polinomi característic de la matriu
{\displaystyle A={\begin{pmatrix}2&1\\-1&0\end{pmatrix}}.}
es calcula el determinant del següent:
{\displaystyle tI-A={\begin{pmatrix}t-2&-1\\1&t-0\end{pmatrix}}}
i es troba que {\displaystyle (t-2)t-1(-1)=t^{2}-2t+1\,\!} és el polinomi característic d'{\displaystyle A}.
Un altre exemple utilitza funcions hiperbòliques d'un angle hiperbòlic φ.
Per a la matriu
{\displaystyle A={\begin{pmatrix}\cosh(\varphi )&\sinh(\varphi )\\\sinh(\varphi )&\cosh(\varphi )\end{pmatrix}}.}
el polinomi característic és
{\displaystyle \det(tI-A)=(t-\cosh(\varphi ))^{2}-\sinh ^{2}(\varphi )=t^{2}-2t\ \cosh(\varphi )+1=(t-e^{\varphi })(t-e^{-\varphi }).}

## Propietats
El polinomi característic {\displaystyle p_{A}(t)} d'una matriu {\displaystyle n\times n} és mònic (el seu coeficient principal és {\displaystyle 1}) i el seu grau és {\displaystyle n.} El fet més important sobre el polinomi característic ja es va esmentar al paràgraf de motivació: els valors propis de {\displaystyle A} són precisament les arrels de {\displaystyle p_{A}(t)} ((això també val per al polinomi mínim d'{\displaystyle A}, però el seu grau pot ser inferior a {\displaystyle n}). Tots els coeficients del polinomi característic són expressions polinòmiques a les entrades de la matriu. En particular, el seu coeficient constant {\displaystyle p_{A}(0)} és {\displaystyle \det(-A)=(-1)^{n}\det(A),} el coeficient de {\displaystyle t^{n}} és 1, i el coeficient de {\displaystyle t^{n-1}} és tr(−A) = −tr(A), on tr(A) és la traça d'{\displaystyle A.} (Els signes que es donen aquí corresponen a la definició formal donada a la secció anterior; per a la definició alternativa aquests serien {\displaystyle \det(A)} i (−1)n – 1 tr(A) respectivament).
Llavors, el polinomi característic de la matriu {\displaystyle A} de {\displaystyle 2\times 2} ve donat per:
{\displaystyle t^{2}-\operatorname {tr} (A)t+\det(A).}
Utilitzant el llenguatge de l'àlgebra exterior, el polinomi característic d'una matriu {\displaystyle A} de {\displaystyle n\times n} es pot expressar com: 
{\displaystyle p_{A}(t)=\sum _{k=0}^{n}t^{n-k}(-1)^{k}\operatorname {tr} \left(\textstyle \bigwedge ^{k}A\right)}
on {\textstyle \operatorname {tr} \left(\bigwedge ^{k}A\right)} és la traça de la {\displaystyle k}-èsima potència exterior d'{\displaystyle A,} que té dimensió {\textstyle {\binom {n}{k}}.} Aquesta traça es pot calcular com la suma de tots els menors principals d'{\displaystyle A} de mida {\displaystyle k}. L'algorisme recursiu de Fadéiev-LeVerrier calcula aquests coeficients de manera més eficient.
Quan la característica del cos dels coeficients és {\displaystyle 0}, cada traça es pot calcular alternativament com un únic determinant, com el de la matriu {\displaystyle k\times k},
{\displaystyle \operatorname {tr} \left(\textstyle \bigwedge ^{k}A\right)={\frac {1}{k!}}{\begin{vmatrix}\operatorname {tr} A&k-1&0&\cdots &\\\operatorname {tr} A^{2}&\operatorname {tr} A&k-2&\cdots &\\\vdots &\vdots &&\ddots &\vdots \\\operatorname {tr} A^{k-1}&\operatorname {tr} A^{k-2}&&\cdots &1\\\operatorname {tr} A^{k}&\operatorname {tr} A^{k-1}&&\cdots &\operatorname {tr} A\end{vmatrix}}~.}
El teorema de Cayley-Hamilton afirma que substituint {\displaystyle t} per {\displaystyle A} en el polinomi característic (interpretant les potències resultants com a potències matricials i el terme constant {\displaystyle c} com {\displaystyle c}, com a vegades la matriu d'identitat) dona la matriu zero. De manera informal, cada matriu compleix la seva pròpia equació característica. Aquesta afirmació equival a dir que el polinomi mínim d'{\displaystyle A} divideix el polinomi característic d'{\displaystyle A}.
Dues matrius semblants tenen el mateix polinomi característic. Tanmateix, el contrari no és cert en general: dues matrius amb el mateix polinomi característic no necessiten ser semblants.
La matriu {\displaystyle A} i la seva transposada tenen el mateix polinomi característic. {\displaystyle A} és similar a una matriu triangular si i només si el seu polinomi característic es pot factoritzar completament en factors lineals sobre {\displaystyle K} (el mateix passa amb el polinomi mínim en lloc del polinomi característic). En aquest cas {\displaystyle A} és similar a una matriu en la forma normal de Jordan.

## Polinomi característic d'un producte de dues matrius
Si {\displaystyle A} i {\displaystyle B} sòn dues matrius quadradres {\displaystyle n\times n}, llavors els polinomis característics d'{\displaystyle AB} i {\displaystyle BA} coincideixen: 
{\displaystyle p_{AB}(t)=p_{BA}(t).\,}
Quan {\displaystyle A} no és singular, aquest resultat es desprèn del fet que {\displaystyle AB} i {\displaystyle BA} són semblants:
{\displaystyle BA=A^{-1}(AB)A.}
Per al cas en què totes dues matrius ({\displaystyle A} i {\displaystyle B}) siguin singulars, la identitat desitjada és una igualtat entre polinomis en {\displaystyle t} i els coeficients de les matrius. Així, per demostrar aquesta igualtat, n'hi ha prou amb demostrar que es verifica en un subconjunt obert no buit (per a la topologia habitual, o, més generalment, per a la topologia de Zariski) de l'espai de tots els coeficients. Com que les matrius no singulars formen un subconjunt tan obert de l'espai de totes les matrius, això demostra el resultat.
Més en general, si {\displaystyle A} és una matriu d'ordre {\displaystyle m\times n} i {\displaystyle B} és una matriu d'ordre {\displaystyle n\times m,} llavors {\displaystyle AB} és una matriu {\displaystyle m\times m} i {\displaystyle BA} és una matriu {\displaystyle n\times n}, i s'obté
{\displaystyle p_{BA}(t)=t^{n-m}p_{AB}(t).\,}
Per demostrar-ho, es pot suposar {\displaystyle n>m,} intercanviant, si cal, {\displaystyle A} i {\displaystyle B.} Llavors, per vorejar {\displaystyle A} a la part inferior per {\displaystyle n-m} files de zeros, i {\displaystyle B} a la dreta, per, {\displaystyle n-m} columnes de zeros, s'obté dues matrius ({\displaystyle A^{\prime }}i {\displaystyle B^{\prime }}) de {\displaystyle n\times n} de tal manera que {\displaystyle B^{\prime }A^{\prime }=BA} i {\displaystyle A^{\prime }B^{\prime }} és igual a {\displaystyle AB} vorejada per {\displaystyle n-m} files i columnes de zeros. El resultat es desprèn del cas de les matrius quadrades, comparant els polinomis característics d'{\displaystyle A^{\prime }B^{\prime }} i {\displaystyle AB.}

## Polinomi característic d'Ak
Si {\displaystyle \lambda } és un valor propi d'una matriu quadrada {\displaystyle A} amb vector propi {\displaystyle \mathbf {v} ,}l aleshores {\displaystyle \lambda ^{k}} és un valor propi d'{\displaystyle A^{k}} perquè
{\displaystyle A^{k}{\textbf {v}}=A^{k-1}A{\textbf {v}}=\lambda A^{k-1}{\textbf {v}}=\dots =\lambda ^{k}{\textbf {v}}.}
També es pot demostrar que les multiplicitats coincideixen, i això es generalitza a qualsevol polinomi en lloc de {\displaystyle x^{k}}:
És a dir, la multiplicitat algebraica de {\displaystyle \lambda } en {\displaystyle f(A)} és igual a la suma de les multiplicitats algebraiques de {\displaystyle \lambda '} en {\displaystyle A} sobre {\displaystyle \lambda '} de tal manera que {\displaystyle f(\lambda ')=\lambda .}
En particular, {\displaystyle \operatorname {tr} (f(A))=\textstyle \sum _{i=1}^{n}f(\lambda _{i})} i {\displaystyle \operatorname {det} (f(A))=\textstyle \prod _{i=1}^{n}f(\lambda _{i}).}
Aquest polinomi {\displaystyle f(t)=t^{3}+1,} per exemple, s'avalua en una matriu {\displaystyle A} senzillament com {\displaystyle f(A)=A^{3}+1.}
El teorema s'aplica a matrius i polinomis sobre qualsevol cos o anell commutatiu. Tanmateix, la suposició que {\displaystyle p_{A}(t)} té una factorització en factors lineals no sempre és certa, tret que la matriu estigui sobre un cos algebraicament tancat com els nombres complexos.

## Funció secular i equació secular

### Funció secular
El terme funció secular s'ha utilitzat per al que ara s'anomena polinomi característic (en alguna literatura encara s'utilitza el terme funció secular). El terme prové del fet que el polinomi característic s'utilitzava per calcular les pertorbacions seculars (a una escala de temps d'un segle, és a dir, lent en comparació amb el moviment anual) de les òrbites planetàries, segons la teoria de les oscil·lacions de Lagrange.

### Equació secular
L'equació secular pot tenir diversos significats.
- En àlgebra lineal de vegades s'utilitza en lloc de l'equació característica.
- En astronomia és l'expressió algebraica o numèrica de la magnitud de les desigualtats en el moviment d'un planeta que romanen després que s'hagin permès les desigualtats d'un període curt.[9]
- En els càlculs d'orbitals moleculars relacionats amb l'energia de l'electró i la seva funció d'ona també s'utilitza en lloc de l'equació característica.

## Per a àlgebres associatives generals
La definició anterior del polinomi característic d'una matriu {\displaystyle A\in M_{n}(F)} amb entrades en un cos {\displaystyle F} generalitza sense cap canvi en el cas quan {\displaystyle F} és només un anell commutatiu defineix el polinomi característic per als elements d'una àlgebra arbitrària de dimensions finites (associativa, però no necessàriament commutativa) sobre un cos {\displaystyle F} i demostra les propietats estàndard del polinomi característic en aquesta generalitat.